# 棘棱皮树蛙
棘棱皮树蛙（学名：Theloderma moloch）为树蛙科棱皮树蛙属的两栖动物。在中国大陆，分布于西藏等地。该物种的模式产地在印度。
棘棱皮树蛙于1912年由英国阿波儿远征军的动物学家安南岱尔首次发现。2014年，中国学者在墨脱再次发现并描述了棘棱皮树蛙。

## 保护
本种于2023年被收录入《有重要生态、科学、社会价值的陆生野生动物名录》。